# فریدون سبزی
فریدون سبزی قاقلستانی (زاده ۱۳۴۳، کرمانشاه - ) پزشک و جراح قلب اهل ایران است. وی فوق تخصص قلب و از اعضای هیئت علمی دانشگاه علوم پزشکی کرمانشاه است.

## زندگی
فریدون سبزی در سال ۱۳۴۳ در شهر کرمانشاه به دنیا آمد. مقطع ابتدایی و متوسطه خود را در همین شهر گذارند. دوره پزشکی عمومی را در تهران گذراند او همچنین مدتی نیز در کرمان و یزد نیز مشغول به تحصیل بود. دوره جراحی عمومی را در دانشگاه علوم پزشکی جندی‌شاپور اهواز در سال ۱۳۷۴ به پایان رساند و دوره جراحی قلب را در دانشگاه علوم پزشکی ایران گذارند.پس از پایان تحصیلات به کرمانشاه برگشت و به کنگاور رفت. او پس از پایان دوره جراحی در بیمارستان تخصصی قلب و عروق امام علی کرمانشاه مشغول به کار شد.

## روش جراحی قلب تپنده
تا حدود سال ۱۳۸۶، عمل جراحی قلب باز با کمک دستگاه قلب و ریه مصنوعی انجام می‌شد و سپس روش جراحی «قلب تپنده» جایگزین آن شد. در این روش دیگر بیمار را دچار «ایست قلبی» نمی‌کنند بلکه در حالی که قلب در حال تپش است، با کمک دارو و دستگاه ثابت کننده قلب (دستگاه موسوم به "اختاپوس") قلب را ساکن نگه می‌دارند و گرافت‌ها (رگ مصنوعی) را به تعداد لازم ایجاد می‌کنند.
وی بیش از ۱۰ هزار عمل جراحی به این روش انجام داده‌است و رکورددار عمل موفق جراحی قلب باز است.

## دستاوردها
فریدون سبزی روشی نوین را برای تعویض دریچه‌های قلب با استفاده از بافت پریکارد قلب بیمار ابداع کرده‌است.